# Savelborn
Savelborn (luxembourgeois : Suewelbuer) est une section de la commune luxembourgeoise de la Vallée de l'Ernz située dans le canton de Diekirch.
Une petite partie du village fait partie de la commune de Waldbillig.

## Histoire
Avant le 1er janvier 2012, Savelborn faisait partie de la commune de Medernach qui fut dissoute lors de la création de la commune de la Vallée de l’Ernz.